# Янченков, Матвей Александрович
Матвей Александрович Янченков (род. 5 апреля 2004, Лесной, Свердловская область) — российский фигурист, выступающий в парном катании. Со своей партнёшей Екатериной Чикмарёвой — бронзовый призёр чемпионата России (2024), победитель (2023) и бронзовый призёр (2022) первенства России среди юниоров, победитель этапов юниорского Гран-при. Мастер спорта России (2022).

## Биография
Начал заниматься фигурным катанием в 2005 году в Лесном по инициативе матери. В 2013 году семья Матвея переехала в Екатеринбург, где он продолжил заниматься одиночным катанием. Через несколько лет, также по инициативе матери, занялся парным катанием в группе тренера Филиппа Тарасова. Позже стал тренироваться в Перми под руководством Павла Слюсаренко.
Первой партнёршей Янченкова в Перми стала Елизавета Романова. Вместе Романова и Янченков приняли участие в финале Кубка России сезона 2019—2020, где заняли 6 место среди кандидатов в мастера спорта. В сезоне 2020—2021 встал в пару с Екатериной Чикмарёвой; в том же сезоне новая пара выиграла бронзу первенства России старшего возраста.
В сезоне 2021—2022 Чикмарёва и Янченков принимали участие в международных соревнованиях среди юниоров. Спортсмены выступили на этапах юниорского Гран-при в Красноярске и Гданьске и оба раза победили, также выиграли два этапа Кубка России среди кандидатов в мастера спорта. Участвовали в чемпионате России 2022 года, где с результатом 195,83 балла заняли 8 место. В том же сезоне с результатом 189,48 взяли бронзовую медаль первенства России среди юниоров.

### Сезон 2022—2023
Сезон 2022—2023 Чикмарёва и Янченков начали с участия в юниорских этапах Гран-при России. На этапе в Москве им удалось победить с результатом 205,80, выиграв и короткую, и произвольную программы. На другом этапе, состоявшемся также в Москве, паре снова удалось занять 1 место. Также Чикмарёва и Янченков приняли участие во взрослых этапах Гран-при России. На турнире в Сочи спортсмены набрали 214,22 балла и заняли третье место. На этапе в Перми стали вторыми, уступив только Анастасии Мишиной и Александру Галлямову.
Приняли участие в чемпионате России 2023. После короткой программы шли на промежуточном 5 месте. В произвольной, несмотря на небольшие ошибки, им удалось сохранить за собой 5 место, набрав в сумме 211,44 балла. В феврале 2023 года стали победителями первенства России среди юниоров. После короткой программы занимали 1 место с 78,41 балла. В произвольной стали вторыми, однако смогли сохранить лидерство по сумме обеих программ с результатом 208,68. Также выиграли финал Гран-при России среди юниоров. После короткой программы спортсмены лидировали, имея 74,73 балла. В произвольной смогли сохранить за собой лидерство, набрав в сумме 213,75 балла.

### Сезон 2023—2024
Перед началом сезона 2023—2024 Чикмарёва и Янченков вошли в основной состав сборной России.
На 4 этапе российского Гран-при, прошедшего в Казани, спортсмены набрали 215 баллов и заняли 2 место. На 6 этапе, прошедшем в Москве, в короткой программе набрали 76,51 балла и шли вторыми. В произвольной допустили несколько ошибок и заняли итоговое 4 место с суммой 206,33.
В декабре 2023 года приняли участие в чемпионате России 2024. После короткой программы шли на промежуточном 3 месте с результатом 76,42. В произвольной программе, не допустив заметных ошибок, смогли сохранить результат с суммой баллов 227,97.

## Спортивные результаты
С Екатериной Чикмарёвой
| Соревнование                      | 21/22        | 22/23        | 23/24        |
| Национальные                      | Национальные | Национальные | Национальные |
| --------------------------------- | ------------ | ------------ | ------------ |
| Чемпионат России                  | 8            | 5            | 3            |
| Первенство России среди юниоров   | 3            | 1            |              |
| Финал Гран-при России             |              | 1 юн.        | 5            |
| Этапы Кубка России. III этап      | 1 юн.        |              |              |
| Этапы Кубка России. V этап        | 1 юн.        |              |              |
| Этапы Гран-при России. I этап     |              | 1 юн.        |              |
| Этапы Гран-при России. II этап    |              | 3            |              |
| Этапы Гран-при России. IV этап    |              | 1 юн.        | 2            |
| Этапы Гран-при России. VI этап    |              | 2            | 4            |
| Международные среди юниоров       |              |              |              |
| Финал юниорского Гран-при         | C            |              |              |
| Этапы юниорского Гран-при. Россия | 1            |              |              |
| Этапы юниорского Гран-при. Польша | 1            |              |              |

## Программы
С Екатериной Чикмарёвой
| Сезон     | Короткая программа          | Произвольная программа                                                                              | Показательные номера          |
| --------- | --------------------------- | --------------------------------------------------------------------------------------------------- | ----------------------------- |
| 2023—2024 | - Fly Людовико Эйнауди      | - Hit the Road Jack Рэй Чарльз в исполнении 2WEI - Gangsta’s Paradise Кулио, L.V. в исполнении 2WEI | - Experience Людовико Эйнауди |
| 2022—2023 | - Fly Людовико Эйнауди      | - Hit the Road Jack Рэй Чарльз в исполнении 2WEI - Gangsta’s Paradise Кулио, L.V. в исполнении 2WEI |                               |
| 2021—2022 | - Credits Фернандо Веласкес | - Музыка из мюзикла «Бонни и Клайд»                                                                 |                               |